# アジナ・テパ遺跡

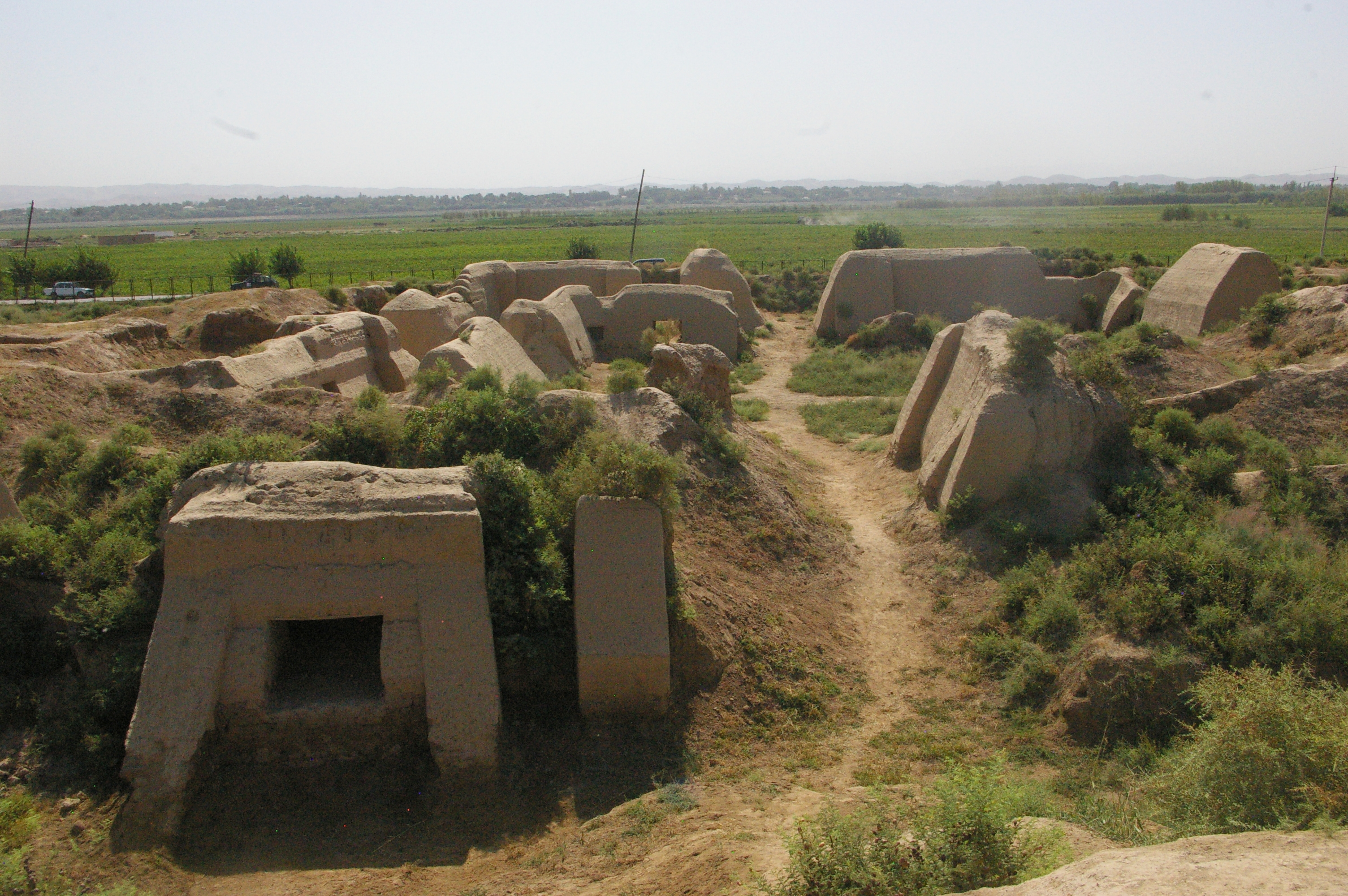
アジナ・テパ遺跡

アジナ・テパ遺跡（アジナ・テパいせき、タジク語: Аҷинатеппа、ラテン文字：Ajina-tepa、アジナ・テペとも表記）はタジキスタンの都市ボクタールより南東に約8kmの地点にある遺跡である。アジナ・テパ遺跡は「顕著な普遍的価値」を持つ世界遺産仮登録リストに加えられている。

## 概要
アジナ・テパ遺跡は7～8世紀の仏教遺跡であり、遺構からは大型のストゥーパや菩薩像の他、全長12.8mに及ぶ涅槃仏像が出土している。遺跡は1959年から考古学者により調査された。アジナ・テパは古代のシルクロードの中継地点に位置し、中国、ヨーロッパ、中央アジア、インドの湾岸地域を結ぶシルクロードの要所として貿易の重要拠点となっていた。1961年に遺構が発見され、1975年まで継続して行われた調査においては、ボリス・リトヴィンスキー率いるタジキスタン科学アカデミーの歴史学者、考古学者グループが大規模な調査を行った。仏教寺院はアラブ人による侵入の後、偶像崇拝を禁止するイスラム教の教義から破壊されたと考えられている。

## 世界遺産への登録状況
アジナ・テパ遺跡は1999年9月11日、UNESCO・世界遺産文化遺産部門の仮登録リストに加えられた。